# Реннард, Дебора
Де́бора Ренна́рд (англ. Deborah Rennard; род. 4 ноября 1959, Лос-Анджелес, Калифорния) — американская актриса. Наиболее известна по роли Слай Лавгрен из телесериала «Даллас», в котором она сыграла в 180-ти эпизодах в период 1981—1991 годов.

## Биография
Дебора Реннард родилась 4 ноября 1959 года в Лос-Анджелесе (штат Калифорния, США).
С 21 июня 1997 года Дебора замужем за Полом Хаггисом (род.1953), оскароносным режиссёром и сценаристом. В мае 2012 года стало известно, что супруги расстались после 14-ти лет брака. У пары есть сын — Джеймс Хаггис (род.1998).

## Карьера
Актёрская карьера Деборы длилась 16 лет с 1985 по 2001 годы. Реннард дебютировала в кино в роли Люси в эпизоде «Удушение» телесериала «Хардкасл и МакКормик» (1985), а её последней, 20-й ролью в кино, стала роль Энн Хоффнер в 2-х эпизодах телесериала «Семейное право» — «Выбор» (2000) и «Безопасность дома» (2001). Наиболее известна актриса за роль Слай Лавгрен из телесериала «Даллас», в котором она сыграла в 180-ти эпизодах в период 1981—1991 годов.
В период 1995—2007 годов Дебора выступила в качестве сценариста и продюсера нескольких фильмов и телесериалов и после окончила свою карьеру в кинематографе.